# ۱۵ ژوئیه
۱۵ ژوئیه صد و نود و ششمین (در سال‌های کبیسه صد و نود و هفتمین) روز سال در گاه‌شماری میلادی است. ۱۶۹ روز تا پایان سال باقی‌است.

## رویدادها
- ۱۰۹۹ - نخستین جنگ صلیبی: اورشلیم به تسخیر صلیبیون درآمد.
- ۱۸۲۳ - باسیلیکای سینت پل خارج از دیوارها در اثر یک آتش‌سوزی تخریب شد.
- ۱۸۳۴ - دادگاه‌های تفتیش عقاید به‌طور رسمی در اسپانیا بسته شدند.
- ۱۹۷۵ - آغاز پروژه آزمایشی آپولو-سایوز
- ۲۰۰۳ - بنیاد موزیلا تأسیس شد.
- ۲۰۰۶ - توئیتر آغاز به کار کرد.

## زادروزها
- ۱۸۹۶ – آلفرد آلبینی، معمار اهل اتریش-مجارستان (د. ۱۹۷۸)
- ۱۹۹۲ – عبدالله ناصر، بازیکن فوتبال اهل امارات متحده عربی
- ۱۹۹۴ – اتو فرخارده، دوچرخه‌سوار اهل بلژیک

## درگذشت‌ها
- ۱۶۶۴ - ابراهیم حاقلانی، فیلسوف و مترجم لبنانی
- ۱۸۵۸ - خوزه گرگوریو موناگاس، دوازدهمین رئیس‌جمهور ونزوئلا و عامل لغو برده‌داری در این کشور
- ۱۹۰۴ - آنتون چخوف، داستان‌نویس و نمایش‌نامه‌نویس روس
- ۱۹۹۷ - جانی ورساچه، طراح لباس ایتالیایی
- ۲۰۱۲ - سلست هولم، بازیگر اهل ایالات متحده آمریکا

## مناسبت‌ها
- روز جهانی مهارت‌های جوانان[نیازمند منبع]